# Општина Фортин (Веракруз)
Фортин (шп. Fortín) општина је у Мексику у савезној држави Веракруз. Општина се налази на надморској висини од 1038 м.

## Становништво
Према подацима из 2010. у општини је живело 59761 становника.

### Хронологија
| Година       | 2000                  | 2005                  | 2010                  |
| ------------ | --------------------- | --------------------- | --------------------- |
| Становништво | 46053 (21756 / 24297) | 53311 (25054 / 28257) | 59761 (28261 / 31500) |

### Попис
| \| \| м \| \| \| ж \| \| 0—2 \| 1.498 \| \| \| 1.419 \| \| 3—5 \| 1.605 \| \| \| 1.610 \| \| 6—11 \| 3.427 \| \| \| 3.270 \| \| 12—14 \| 1.620 \| \| \| 1.527 \| \| 15—17 \| 1.623 \| \| \| 1.568 \| \| 18—24 \| 3.430 \| \| \| 3.702 \| \| 60+ \| 2.534 \| \| \| 3.349 \| \| Просек : \| 29,5 \| \| \| 31,5 \| |       |  |  |       |
| |       |  |  |       |
| | м     |  |  | ж     |
| 0—2 | 1.498 |  |  | 1.419 |
| 3—5 | 1.605 |  |  | 1.610 |
| 6—11 | 3.427 |  |  | 3.270 |
| 12—14 | 1.620 |  |  | 1.527 |
| 15—17 | 1.623 |  |  | 1.568 |
| 18—24 | 3.430 |  |  | 3.702 |
| 60+ | 2.534 |  |  | 3.349 |
| Просек : | 29,5  |  |  | 31,5  |

| #   | Индикатор                                                                                        | Вредност |
| --- | ------------------------------------------------------------------------------------------------ | -------- |
| 1   | Становништво од 0 до 2 године                                                                    | 2917     |
| 2   | Мушко становништво од 0 до 2 године                                                              | 1498     |
| 3   | Женско становништво од 0 до 2 године                                                             | 1419     |
| 4   | Становништво са 3 и више година                                                                  | 55968    |
| 5   | Мушко становништво са 3 и више година                                                            | 26328    |
| 6   | Женско становништво са 3 и више година                                                           | 29640    |
| 7   | Становништво са 5 и више година                                                                  | 53841    |
| 8   | Мушко становништво са 5 и више година                                                            | 25273    |
| 9   | Женско становништво са 5 и више година                                                           | 28568    |
| 10  | Становништво са 12 и више година                                                                 | 46056    |
| 11  | Мушко становништво са 12 и више година                                                           | 21296    |
| 12  | Женско становништво са 12 и више година                                                          | 24760    |
| 13  | Становништво са 15 и више година                                                                 | 42909    |
| 14  | Мушко становништво са 15 и више година                                                           | 19676    |
| 15  | Женско становништво са 15 и више година                                                          | 23233    |
| 16  | Становништво са 18 и више година                                                                 | 39718    |
| 17  | Мушко становништво са 18 и више година                                                           | 18053    |
| 18  | Женско становништво са 18 и више година                                                          | 21665    |
| 19  | Становништво од 3 до 5 година                                                                    | 3215     |
| 20  | Мушко становништво од 3 до 5 година                                                              | 1605     |
| 21  | Женско становништво од 3 до 5 година                                                             | 1610     |
| 22  | Становништво од 6 до 11 година                                                                   | 6697     |
| 23  | Мушко становништво од 6 до 11 година                                                             | 3427     |
| 24  | Женско становништво од 6 до 11 година                                                            | 3270     |
| 25  | Становништво од 8 до 14 година                                                                   | 7548     |
| 26  | Мушко становништво од 8 до 14 година                                                             | 3874     |
| 27  | Женско становништво од 8 до 14 година                                                            | 3674     |
| 28  | Становништво од 12 до 14 година                                                                  | 3147     |
| 29  | Мушко становништво од 12 до 14 година                                                            | 1620     |
| 30  | Женско становништво од 12 до 14 година                                                           | 1527     |
| 31  | Становништво од 15 до 17 година                                                                  | 3191     |
| 32  | Мушко становништво од 15 до 17 година                                                            | 1623     |
| 33  | Женско становништво од 15 до 17 година                                                           | 1568     |
| 34  | Становништво од 18 до 24 године                                                                  | 7132     |
| 35  | Мушко становништво од 18 до 24 године                                                            | 3430     |
| 36  | Женско становништво од 18 до 24 године                                                           | 3702     |
| 37  | Женско становништво од 15 до 49 година                                                           | 17175    |
| 38  | Становништво са 60 и више година                                                                 | 5883     |
| 39  | Мушко становништво са 60 и више година                                                           | 2534     |
| 40  | Женско становништво са 60 и више година                                                          | 3349     |
| 41  | Однос између мушкараца и жена                                                                    | 89.72    |
| 42  | Становништво од нуле до 14 година                                                                | 15976    |
| 43  | Становништво од 15 до 64 године                                                                  | 38856    |
| 44  | Становништво од 65 година и више                                                                 | 4053     |
| 45  | Просечан број деце                                                                               | 2.05     |
| 46  | Становништво рођено у ентитету                                                                   | 53056    |
| 47  | Мушко становништво рођено у ентитету                                                             | 25123    |
| 48  | Женско становништво рођено у ентитету                                                            | 27933    |
| 49  | Становништво рођено у другом ентитету                                                            | 5481     |
| 50  | Мушко становништво рођено у другом ентитету                                                      | 2531     |
| 51  | Женско становништво рођено у другом ентитету                                                     | 2950     |
| 52  | Становништво од 5 година и више резидентно у ентитету у јуну 2005. године                        | 51655    |
| 53  | Мушко становништво старосног доба од 5 година и више, резидентно у ентитету у јуну 2005. године  | 24059    |
| 54  | Женско становништво старосног доба од 5 и више година, резидентно у ентитету у јуну 2005. године | 27596    |
| 55  | Становништво од 5 година и више које је живело у другом ентитету у јуну 2005. године             | 1437     |
| 56  | Мушко становништво старије од 5 година које је живело у другом ентитету у јуну 2005. године      | 725      |
| 57  | Женско становништво старије од 5 година које је живело у другом ентитету у јуну 2005. године     | 712      |
| 58  | Становништво од 3 године и више које говори аутохтони језик                                      | 505      |
| 59  | Мушко становништво старо 3 године и више које говори аутохтони језик                             | 242      |
| 60  | Женско становништво старо 3 године и више које говори аутохтони језик                            | 263      |
| 61  | Становништво од 3 године и више које говори аутохтони језик и не говори шпански језик            | 4        |
| 62  | Мушко становништво старо 3 године и више које говори аутохтони језик и не говори шпански         | 1        |
| 63  | Женско становништво старо 3 године и више које говори аутохтони језик и не говори шпански језик  | 3        |
| 64  | Становништво старо 3 године и више које говори аутохтони језик и шпански                         | 384      |
| 65  | Мушко становништво старо 3 године и више које говори аутохтони језик и шпански                   | 184      |
| 66  | Женско становништво старо 3 године и више које говори аутохтони језик и шпански                  | 200      |
| 67  | Становништво од 5 година и више које говори аутохтони језик                                      | 497      |
| 68  | Становништво од 5 година и више које говори аутохтони језик и не говори шпански језик            | 4        |
| 69  | Становништво од 5 година и више које говори аутохтони језик и говори шпански језик               | 384      |
| 70  | Становништво у домородачким домаћинствима                                                        | 1379     |
| 71  | Становништво са ограничењима у активностима                                                      | 2481     |
| 72  | Становништво са ограниченим ходањем или кретањем, горе или доле                                  | 1240     |
| 73  | Становници са ограничењима вида, чак и уз кориштење сочива                                       | 852      |
| 74  | Становништво са ограничењима говора, комуникације или конверзације                               | 226      |
| 75  | Становништво са ограниченим слухом                                                               | 314      |
| 76  | Становништво са ограничењима при одевању, купању или јелу                                        | 127      |
| 77  | Становништво са ограничењима у опажању или учењу једноставних ствари                             | 104      |
| 78  | Становништво са менталним ограничењима                                                           | 200      |
| 79  | Становништво без ограничења активности                                                           | 56114    |
| 80  | Становништво од 3 до 5 година које не похађа школу                                               | 1508     |
| 81  | Мушко становништво од 3 до 5 година које не похађа школу                                         | 762      |
| 82  | Женско становништво од 3 до 5 година које не похађа школу                                        | 746      |
| 83  | Становништво од 6 до 11 година које не похађа школу                                              | 250      |
| 84  | Мушко становништво од 6 до 11 година које не похађа школу                                        | 119      |
| 85  | Женско становништво од 6 до 11 година које не похађа школу                                       | 131      |
| 86  | Становништво од 12 до 14 година које не похађа школу                                             | 198      |
| 87  | Мушко становништво од 12 до 14 година које не похађа школу                                       | 121      |
| 88  | Женско становништво од 12 до 14 година које не похађа школу                                      | 77       |
| 89  | Становништво од 15 до 17 година похађа школу                                                     | 2409     |
| 90  | Мушко становништво од 15 до 17 година похађа школу                                               | 1186     |
| 91  | Женско становништво између 15 и 17 година живота у школи                                         | 1223     |
| 92  | Становништво од 18 до 24 године похађа школу                                                     | 2400     |
| 93  | Мушко становништво од 18 до 24 године похађа школу                                               | 1154     |
| 94  | Женско становништво од 18 до 24 године похађа школу                                              | 1246     |
| 95  | Становништво од 8 до 14 година које не може да чита и пише                                       | 210      |
| 96  | Мушко становништво старосног доба од 8 до 14 година које не може да чита и пише                  | 128      |
| 97  | Женско становништво старосног доби од 8 до 14 година које не може да чита и пише                 | 82       |
| 98  | Становништво од 15 година и више које је неписмено                                               | 2316     |
| 99  | Мушко становништво од 15 година и више које је неписмено                                         | 826      |
| 100 | Женско становништво од 15 година и више које је неписмено                                        | 1490     |
| 101 | Становништво старо 15 и више година без школовања                                                | 2725     |
| 102 | Мушко становништво старо 15 и више година без школовања                                          | 1027     |
| 103 | Женско становништво старо 15 и више година без школовања                                         | 1698     |
| 104 | Становништво старосног доба 15 и више година са непотпуним основним образовањем                  | 5381     |
| 105 | Мушко становништво старосног доба од 15 година и више са непотпуном основним образовањем         | 2339     |
| 106 | Женско становништво старосног доба 15 и више година са непотпуном основним образовањем           | 3042     |
| 107 | Становништво старо 15 и више година са комплетним основним образовањем                           | 6221     |
| 108 | Мушко становништво старо 15 година и више са комплетним основним образовањем                     | 2846     |
| 109 | Женско становништво старо 15 и више година са комплетним основним образовањем                    | 3375     |
| 110 | Становништво старосног доба 15 и више година са непотпуним средњим образовањем                   | 2171     |
| 111 | Мушко становништво старосног доба од 15 година и више са непотпуним средњим образовањем          | 1158     |
| 112 | Женско становништво старосног доба од 15 година и више са непотпуним средњим образовањем         | 1013     |
| 113 | Становништво старо 15 и више година са пуним секундарном образовањем                             | 7765     |
| 114 | Мушко становништво старосног доба од 15 година и више са пуним секундарном образовањем           | 3692     |
| 115 | Женско становништво старосног доба од 15 година и више са пуним секундарном образовањем          | 4073     |
| 116 | Становништво старије од 18 година са постосновним образовањем                                    | 17291    |
| 117 | Мушко становништво старије од 18 година са постосновним образовањем                              | 8052     |
| 118 | Женско становништво старије од 18 година са постосновним образовањем                             | 9239     |
| 119 | Просечна оцена школовања                                                                         | 9.12     |
| 120 | Просечан ниво образовања мушке популације                                                        | 9.32     |
| 121 | Просечан ниво образовања женског становништва                                                    | 8.96     |
| 122 | Економски активно становништво                                                                   | 24342    |
| 123 | Економски активна мушка популација                                                               | 15722    |
| 124 | Економски активна женска популација                                                              | 8620     |
| 125 | Становништво које није економски активно                                                         | 21496    |
| 126 | Мушко становништво које није економски активно                                                   | 5470     |
| 127 | Женско становништво које није економски активно                                                  | 16026    |
| 128 | Запослено становништво                                                                           | 23555    |
| 129 | Запослено мушко становништво                                                                     | 15144    |
| 130 | Запослено женско становништво                                                                    | 8411     |
| 131 | Незапослена популација                                                                           | 787      |
| 132 | Незапослена мушка популација                                                                     | 578      |
| 133 | Незапослена женска популација                                                                    | 209      |
| 134 | Становништво без права на здравствене услуге                                                     | 22401    |
| 135 | Становништво које има право на здравствене услуге                                                | 36402    |
| 136 | Становништво које има право на ИМСС                                                              | 22651    |
| 137 | Становништво које има право на социјално осигурање                                               | 2381     |
| 138 | Становништво које има право на државно социјално осигурање                                       | 115      |
| 139 | Становништво које има право на опште осигурање или здравствено осигурање за нову генерацију      | 9614     |
| 140 | Становништво које је било једном или није било у браку током 12 година и више                    | 16268    |
| 141 | Венчано или уједињено становништво од 12 година и више                                           | 25283    |
| 142 | Становништво које је било у браку или уједињено 12 година и више                                 | 4423     |
| 143 | Становништво са католичком религијом                                                             | 51888    |
| 144 | Протестанти, еванђелисти и библијски следбеници различити од еванђелиста                         | 5048     |
| 145 | Становништво са другим религијама различитим од претходних                                       | 59       |
| 146 | Становништво без религије                                                                        | 1229     |
| 147 | Укупно пописаних домаћинства                                                                     | 15858    |
| 148 | Пописна домаћинства на челу са мушкарцима                                                        | 11362    |
| 149 | Пописна домаћинства на челу са женама                                                            | 4496     |
| 150 | Становништво у пописним домаћинствима                                                            | 58868    |
| 151 | Становништво у пописним домаћинствима на челу са мушкарцима                                      | 44432    |
| 152 | Становништво у пописним домаћинствима на челу са женама                                          | 14436    |
| 153 | Укупно домаћинстава                                                                              | 19806    |
| 154 | Укупно насељених домаћинстава                                                                    | 16147    |
| 155 | Укупно приватних кућа                                                                            | 19517    |
| 156 | Насељени приватни домови                                                                         | 15858    |
| 157 | Укупно насељених приватних кућа                                                                  | 16145    |
| 158 | Ненасељене приватне куће                                                                         | 2830     |
| 159 | Појединачна домаћинства за привремену употребу                                                   | 829      |
| 160 | Становници у насељеним приватним кућама                                                          | 58868    |
| 161 | Насељеност станара у приватним становима                                                         | 3.71     |
| 162 | Просечно становника по соби у приватним насељеним домаћинствима                                  | 0.99     |
| 163 | Појединачна домаћинства са подовима од различитих материјала од земље                            | 14773    |
| 164 | Појединачна домаћинства у приземљу                                                               | 973      |
| 165 | Појединачна домаћинства са једном спаваћом собом                                                 | 5721     |
| 166 | Појединачна домаћинства са две спаваће собе и више                                               | 10073    |
| 167 | Појединачна домаћинства са једним собом                                                          | 1823     |
| 168 | Појединачна домаћинства са две собе                                                              | 2163     |
| 169 | Појединачна домаћинства са 3 собе и више                                                         | 11808    |
| 170 | Појединачна домаћинства која имају електрично светло                                             | 15647    |
| 171 | Појединачна домаћинства која немају електрично светло                                            | 161      |
| 172 | Појединачна домаћинства која имају водоводну воду у стамбеном простору                           | 14129    |
| 173 | Појединачна домаћинства која немају водоводну воду у стамбеном простору                          | 1638     |
| 174 | Појединачна домаћинства која имају тоалет                                                        | 15507    |
| 175 | Појединачна домаћинства која имају канализацију                                                  | 15478    |
| 176 | Појединачна домаћинства која немају канализацију                                                 | 291      |
| 177 | Појединачна домаћинства која имају електрично светло, довод воде из јавне мреже и канализацију   | 13931    |
| 178 | Појединачна домаћинства без икаквих услова                                                       | 265      |
| 179 | Појединачна домаћинства која имају радио                                                         | 13023    |
| 180 | Појединачна домаћинства која имају телевизор                                                     | 15108    |
| 181 | Појединачна домаћинства која имају фрижидер                                                      | 12816    |
| 182 | Појединачна домаћинства која имају машину за веш                                                 | 9512     |
| 183 | Појединачна домаћинства која имају аутомобил или комби                                           | 6067     |
| 184 | Појединачна домаћинства која имају рачунар                                                       | 4907     |
| 185 | Појединачна домаћинства која имају фиксну телефонску линију                                      | 6215     |
| 186 | Појединачна домаћинства која имају мобилни телефон                                               | 10448    |
| 187 | Појединачна домаћинства која имају приступ интернету                                             | 3394     |